# Männer wie wir
Männer wie wir is een Duitse romantische voetbalkomedie uit 2004 geregisseerd door Sherry Hormann. De film gaat over doelman Ecki die uit zijn team wordt gezet nadat blijkt dat hij homoseksueel is.

## Verhaal
Ecki leeft met zijn ouders in het fictieve Duitse stadje Boldrup nabij Dortmund. Daar is hij nu doelman bij de lokale voetbalclub FC Boldrup waar hij sinds kind lid is. Het team heeft zonet een beslissende wedstrijd verloren omdat Ecki een strafschop niet kon tegenhouden. Daardoor promoveert de ploeg niet naar een hogere klasse.
In een dronken bui kust Ecki medespeler Tobias op de mond, iets wat wordt opgemerkt door de andere spelers. Nu ze weten dat Ecki homoseksueel is, willen ze niets meer met hem te maken hebben en zetten hem uit de ploeg "omdat homo's niet kunnen voetballen". Ecki beweert het tegendeel en gaat een uitdaging aan: binnen enkele weken zal hij het tegen FC Boldrup opnemen met een ploeg enkel bestaande uit homoseksuelen. Vandaar dat hij afreist naar Dortmund om met de hulp van zijn zus Susanne op zoek te gaan naar spelers. Deze vindt hij onder andere in een kebabzaak en een bdsm-bar. Een andere speler is Sven met wie hij zijn eerste relatie start. Omdat er te weinig spelers zijn, wordt de heteroseksuele Klaus ook aanvaardt onder het mum dat hij homoseksueel is.
Ecki vindt een plein met bijhorende bijna-failliete kantine uitgebaat door voormalig voetbalster Karl en zijn vrouw. De alcoholverslaafde Karl ziet in dat het team nooit kan winnen en beslist uiteindelijk om trainer te worden.

## Rolverdeling
| Acteur              | Personage |
| ------------------- | --------- |
| Maximilian Brückner | Ecki      |
| Dietmar Bär         | vader     |
| Saskia Vester       | Renate    |
| Lisa Maria Potthoff | Susanne   |
| David Rott          | Sven      |
| Rolf Zacher         | Karl      |
| Mariele Millowitsch | Elke      |
| Judith Hoersch      | Cordula   |
| Christian Berkel    | Rudolf    |
| Charly Hübner       | Horst     |
| Markus John         | Tom       |
| Andreas Schmidt     | Jürgen    |
| Hans Löw            | Klaus     |
| Billey Demirtas     | Ercin     |
| Michael von Burg    | Martin    |
| Carlo Ljubek        | Udo       |
| Mirko Lang          | Tobias    |
| Tobias van Dieken   | Bernhard  |
| Max Hopp            | Steffen   |